# Justin Warsylewicz
Justin Warsylewicz (* 19. Oktober 1985 in Regina) ist ein ehemaliger kanadischer Eisschnellläufer.

## Werdegang
Warsylewicz wurde in den Jahren 2004 und 2005 kanadischer Meister im Großen Vierkampf und nahm im Februar 2004 in Heerenveen erstmals am Eisschnelllauf-Weltcup teil, wobei er jeweils in der B-Gruppe den 20. Platz über 10000 m sowie den neunten Platz über 10000 m errang. Bei den Juniorenweltmeisterschaften 2003 in Kushiro kam er auf den vierten Platz in der Teamverfolgung und gewann bei den Juniorenweltmeisterschaften 2004 in Roseville die Silbermedaille in der Teamverfolgung sowie die Goldmedaille im Kleinen Vierkampf. In der Saison 2004/05 lief er bei den Einzelstreckenweltmeisterschaften 2005 in Inzell auf den fünften Platz in der Teamverfolgung und bei den Juniorenweltmeisterschaften 2005 in Seinäjoki auf den sechsten Rang im Kleinen Vierkampf. Zudem holte er dort erneut die Silbermedaille in der Teamverfolgung. In der Saison 2005/06 erreichte er in Heerenveen mit dem zweiten Platz in der Teamverfolgung seine erste Podestplatzierung im Weltcup und belegte bei den Olympischen Winterspielen 2006 in Turin den 27. Platz über 1500 m sowie den 24. Rang über 5000 m. Außerdem gewann er dort die Silbermedaille. 
Auch im folgenden Jahr holte Warsylewicz bei den Einzelstreckenweltmeisterschaften in Salt Lake City die Silbermedaille in der Teamverfolgung. Zudem wurde er dort Achter über 5000 m und errang bei der Mehrkampfweltmeisterschaft in Heerenveen den 15. Platz im Großen Vierkampf. In der Saison 2007/08 kam er in Heerenveen zweimal auf den zweiten Platz in der Teamverfolgung und erreichte mit dem sechsten Platz über 10000 m in Hamar sein bestes Ergebnis im Weltcupeinzel sowie mit dem 11. Platz in der Weltcupwertung über 5000/10000 m sein bestes Gesamtergebnis. Bei der Mehrkampfweltmeisterschaft 2008 in Berlin lief er auf den 21. Platz im Großen-Vierkampf und bei den Einzelstreckenweltmeisterschaften 2008 in Nagano auf den 13. Platz über 10000 m sowie auf den 12. Rang über 5000 m. Bei den Nordamerika-Meisterschaften 2010 siegte er über 5000 m. In der Saison 2010/11 kam er in Hamar mit den zweiten Platz in der Teamverfolgung letztmals im Weltcup aufs Podest und absolvierte in Salt Lake City seine letzten Rennen im Weltcup, welche er jeweils in der B-Gruppe auf dem neunten Platz über 1500 m und auf dem 19. Rang über 10000 m beendete.

## Erfolge

### Olympische Spiele
- 2006 Turin: 2. Platz Teamverfolgung, 24. Platz 5000 m, 27. Platz 1500 m

### Einzelstrecken-Weltmeisterschaften
- 2005 Inzell: 5. Platz Teamverfolgung
- 2007 Salt Lake City: 2. Platz Teamverfolgung, 8. Platz 5000 m
- 2008 Nagano: 12. Platz 5000 m, 13. Platz 10000 m

### Mehrkampf-Weltmeisterschaften
- 2007 Heerenveen: 15. Platz Großer Vierkampf
- 2008 Berlin: 21. Platz Großer Vierkampf

## Persönliche Bestzeiten
| Disziplin | Zeit         | Datum            | Ort     |
| --------- | ------------ | ---------------- | ------- |
| 500 m     | 36,60 s      | 12. Februar 2011 | Calgary |
| 1000 m    | 1:10,88 min  | 21. März 2006    | Calgary |
| 1500 m    | 1:45,57 min  | 4. März 2007     | Calgary |
| 3000 m    | 3:45,98 min  | 10. März 2004    | Calgary |
| 5000 m    | 6:20,04 min  | 2. Januar 2006   | Calgary |
| 10000 m   | 13:28,21 min | 21. Januar 2006  | Calgary |